# Galago orinus
Paragalago orinus, Galagoides orinus
Espèce
Synonymes
- Galagoides orinus
- Paragalago orinus

Statut de conservation UICN

 VU  : Vulnérable
Galago orinus est un galago, un petit primate africain de la famille des Galagidae. Il est endémique des montagnes de l'arc oriental (en), en Tanzanie. C'est l’une des plus petites espèces de galago, qui se distingue par son cri, ainsi que par une queue très touffue et une longue rayure sur le museau.
En 2016, Galago orinus a été inclus dans la liste des 25 primates les plus menacés au monde.